# Saint-Denis (Seine-Saint-Denis)
Saint-Denis (1793 és 1903 között: Franciade) község Franciaország Île-de-France régiójában, Seine-Saint-Denis megyében. A Saint-Denis-i egyházmegye székhelye.
2025. január 1-jén a korábbi Saint-Denis és Pierrefitte-sur-Seine község egyesült. Az így létrejött új község is megtartotta (átvette) a Saint-Denis nevet, és a két korábbi község delegált község státusszal az új község része lett. Lakosainak száma 148 907 fő (2022. január 1.). Saint-Denis Párizs, Aubervilliers, Épinay-sur-Seine, Saint-Ouen-sur-Seine, La Courneuve, Sarcelles, Stains, Villetaneuse, L’Île-Saint-Denis és Montmagny községekkel határos.

## Fekvése
Párizs mellett, attól északra fekvő település, melynek vasútállomása, a Gare de Saint-Denis a Paris Gare du Nord pályaudvaráról a Réseau Express Régional elővárosi vasúton 8 perc alatt elérhető.

## Története

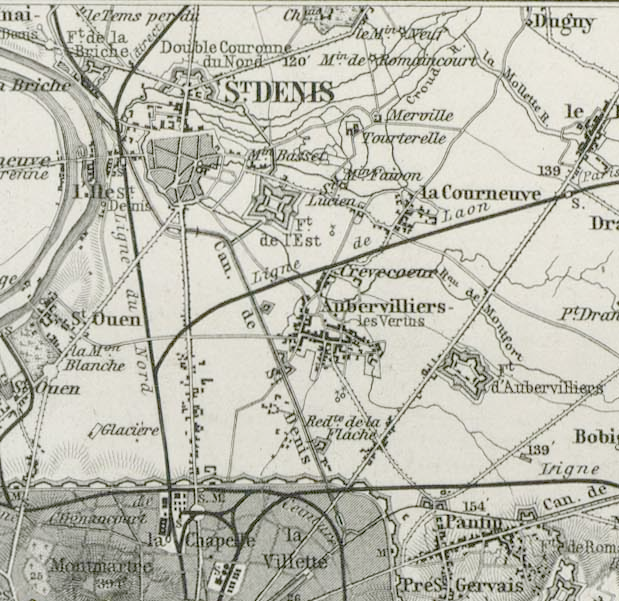
Saint-Denis térképe 1871-ből

Saint Denis, mely ma elsősorban több mint 300 gyárból álló fontos gyárváros, ipari központ, azonban 1789-ig, a párizsi forradalom kezdetéig csak 6000 lakosú csöndes kisváros volt, mely létét annak köszönhette, hogy bazilikája, a Saint-Denis-székesegyház évszázadokon át a francia királyok temetkezési helye volt. Franciaország királyait három kivételével mind ide temették, a 638-ban meghalt Dagoberttől kezdve.

## Montjoie! Saint Denis!
A mai városházától jobbra fekvő kis téren máig látható egy kődarab, egy úgynevezett „Montjoie” maradványa, mely emlék egyben a francia királyok védőszentjéhez, a város névadójához Párizsi Szent Déneshez szóló középkori francia csatakiáltás „Montjoie! Saint Denis!” eredetére is utal: A francia királyok temetési menete ugyanis Párizstól Saint Denis-ig hét helyen, hét úgynevezett „Montjoie”-nál állt meg. A fenn maradt hagyomány onnan ered, hogy III. Fülöp, amikor vállán vitte apjának, Szent Lajosnak holttestét a párizsi Notre-Dame-tól Saint-Denis-be, hétszer állt meg pihenni. Ennek emlékére épültek a szobrokkal díszített pihenőhelyek, amelyek a „Montjoie” nevet kapták.

## Nevezetességek
- Saint-Denis-székesegyház (Basilique royale de Saint-Denis) - A székesegyház a Karoling időkben épült templom helyén emelkedik. Előbb a bazilika homlokzata, két tornya, kriptája épült meg. A munkálatokat 1137-ben kezdték meg Suger apát tervei szerint, a korai gótika stílusjegyeivel. 1144-ben szentelték fel, de az építkezés még több mint egy évszázadon át folyt itt, és Szent Lajos építésze, Pierre de Montreuil (1200-1266) fejezte be. Az északi oldalkápolnákat pedig a 14. században építették meg.

Sant-Denis bazilikája egyúttal a középkori és a reneszánsz kori francia szobrászat valóságos múzeuma is egyben, mivel síremlékeinek portréi eredetiben maradtak fenn.
A bazilika főhajóját rácsozat osztja ketté. A rácson túl található a maga nemében páratlan sírkert, melyben többek között magyar vonatkozású síremlék is található: mindjárt a rácsozaton túl balra az első sorban a templom oldalfalánál van Magyarországi Klemenciának, X. Lajos 1328-ban meghalt második feleségének sírja.
A mintegy 60 királysír közül megemlítésre méltó Dagobert síremléke az oltártól jobbra és Merész Fülöp szobra az oltár lépcsői előtt jobbra. Mindkettő a 13. századi francia szobrászat ritka remekműve.
- Apátság - Az egykori apátságot még Dagobert alapította. Utoljára a 18. században alakították át Robert de Cotte(wd) és Gabriel tervei szerint.
- Városi múzeum és könyvtár - Található itt emlék a Párizsi Kommünről, Pierre Degeytertől, az Internacionálé zenéjének szerzőjéről, de Picasso, Matisse, Fernand Léger, Frans Masereel vásznai és grafikái is ritka értékű gyűjteményt alkotnak.

Külön terem hirdeti a város nagy fiának, Paul Éluard költőnek, Saint Denis szülöttének emlékét.

## Saint-Denis Bazilika

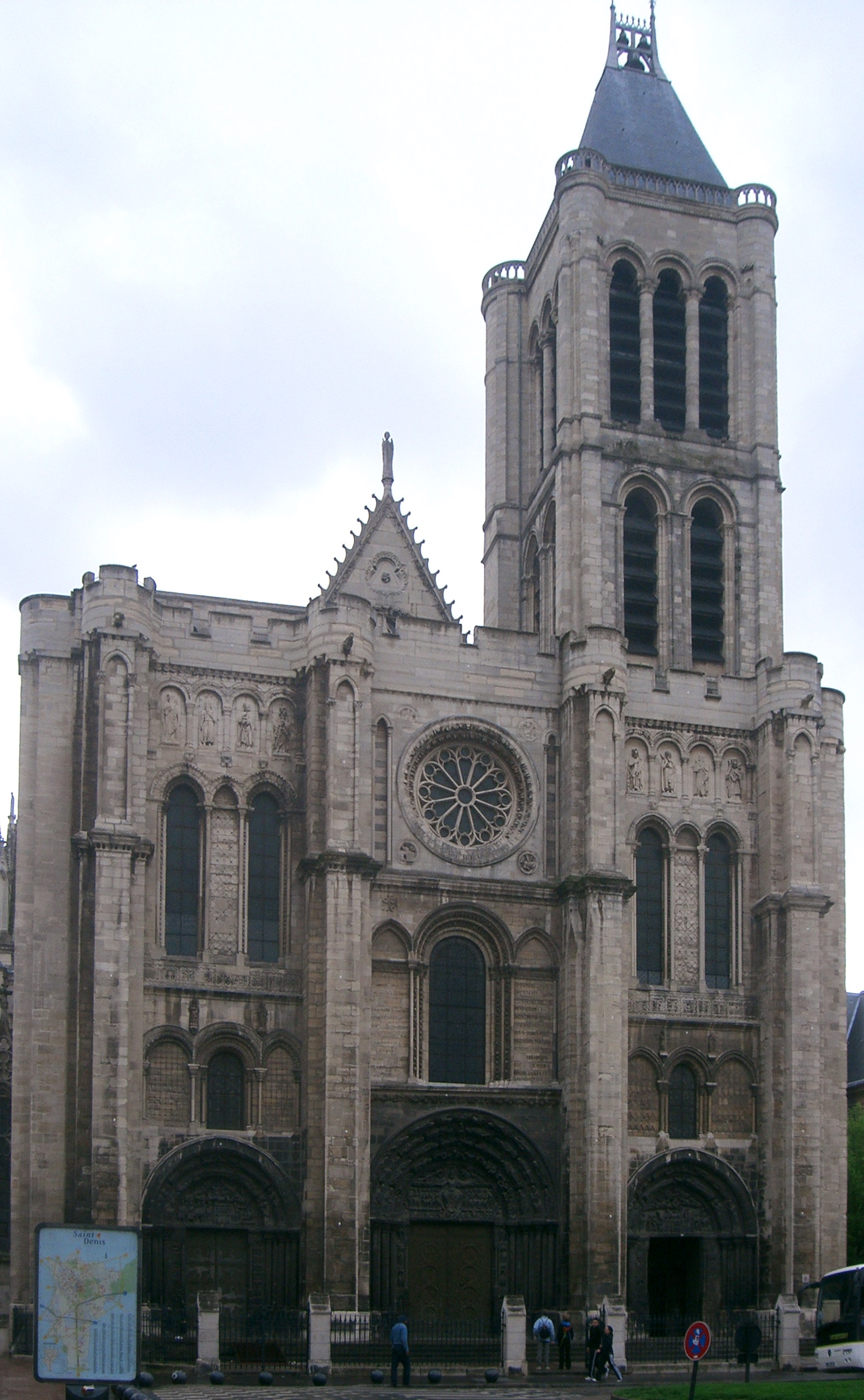
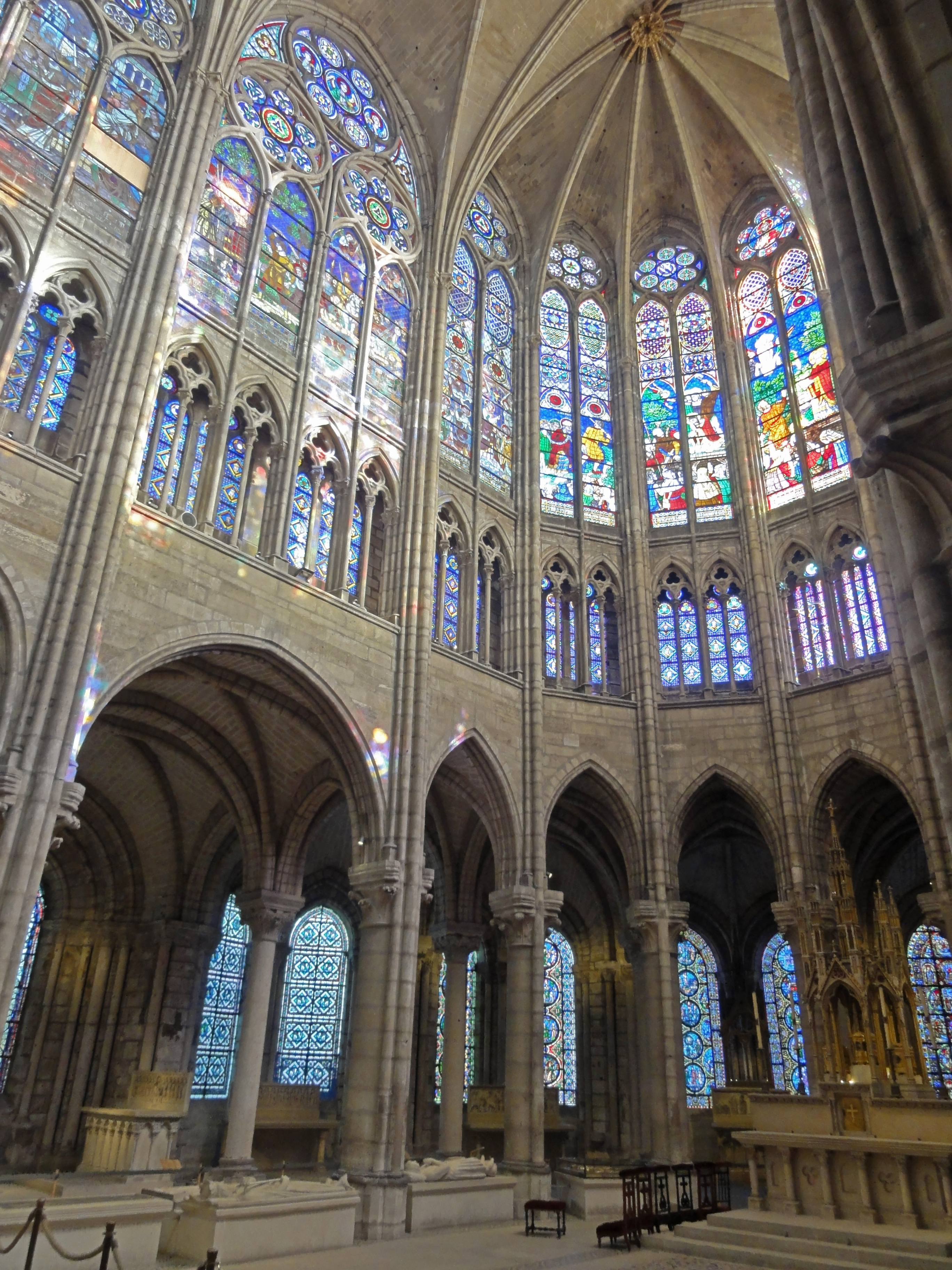
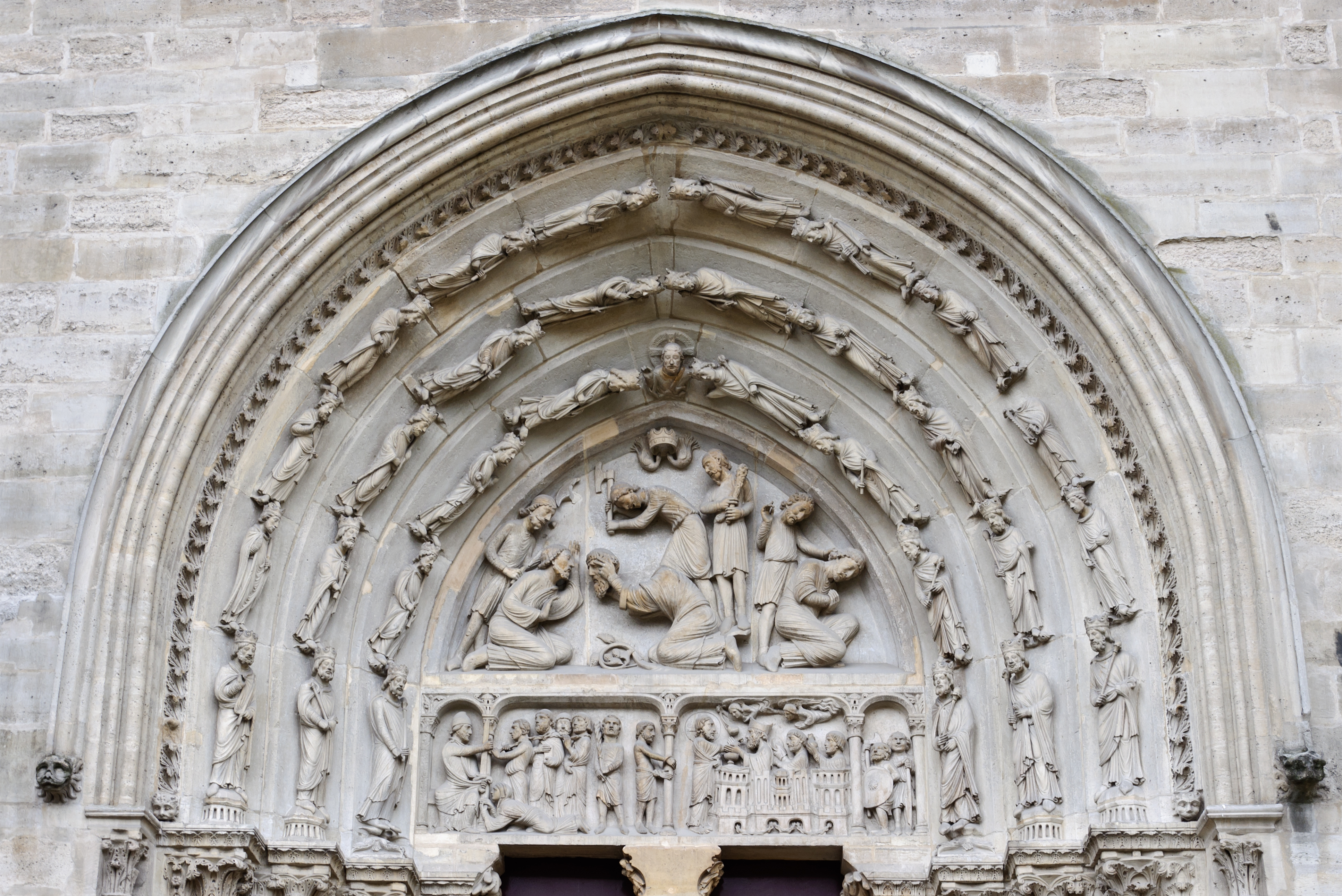
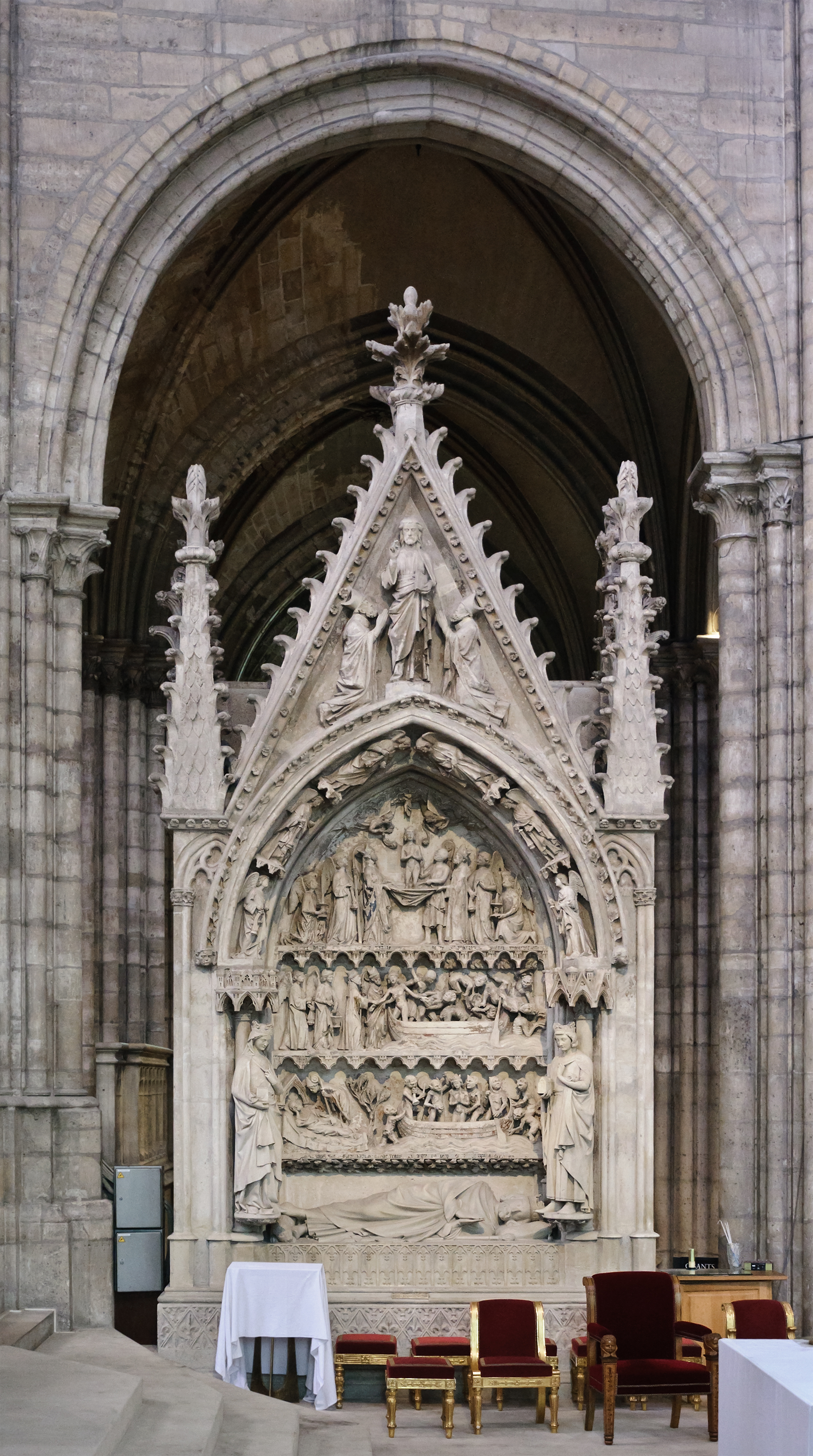
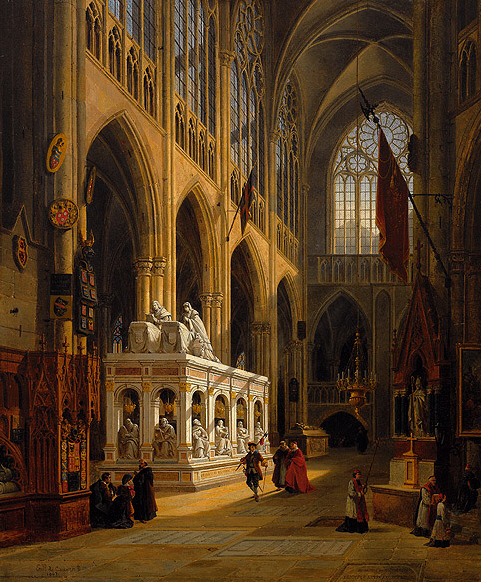
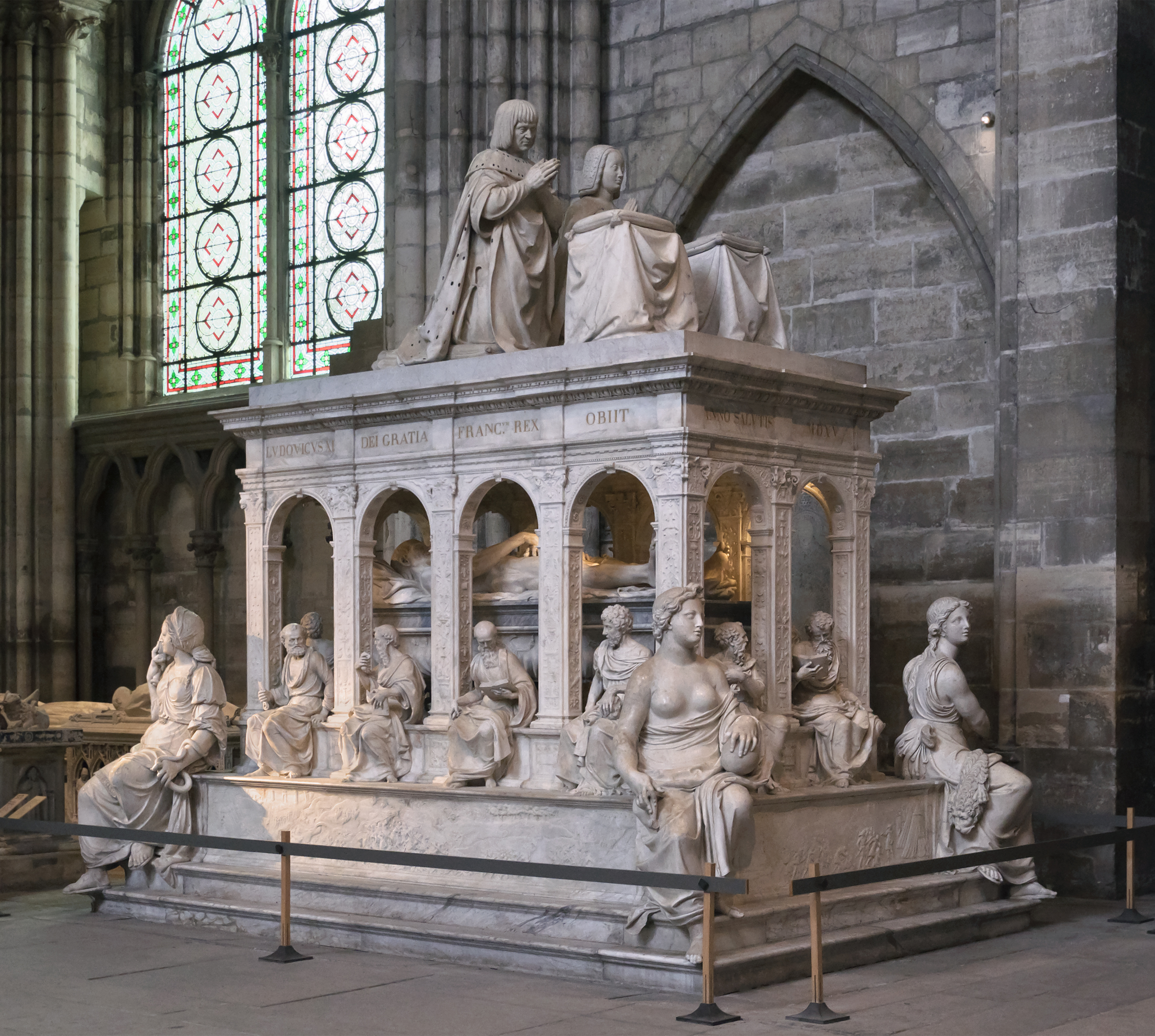
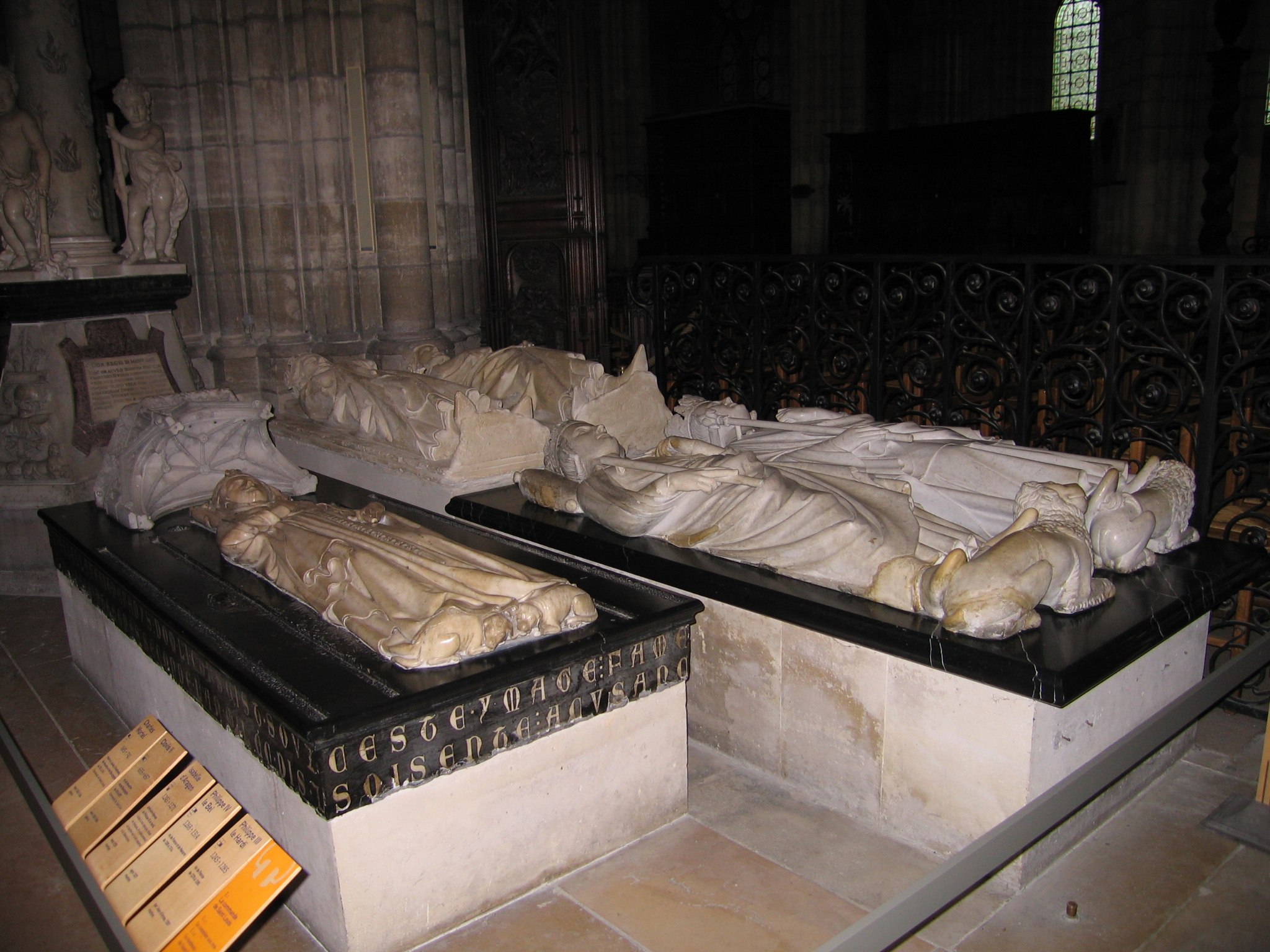
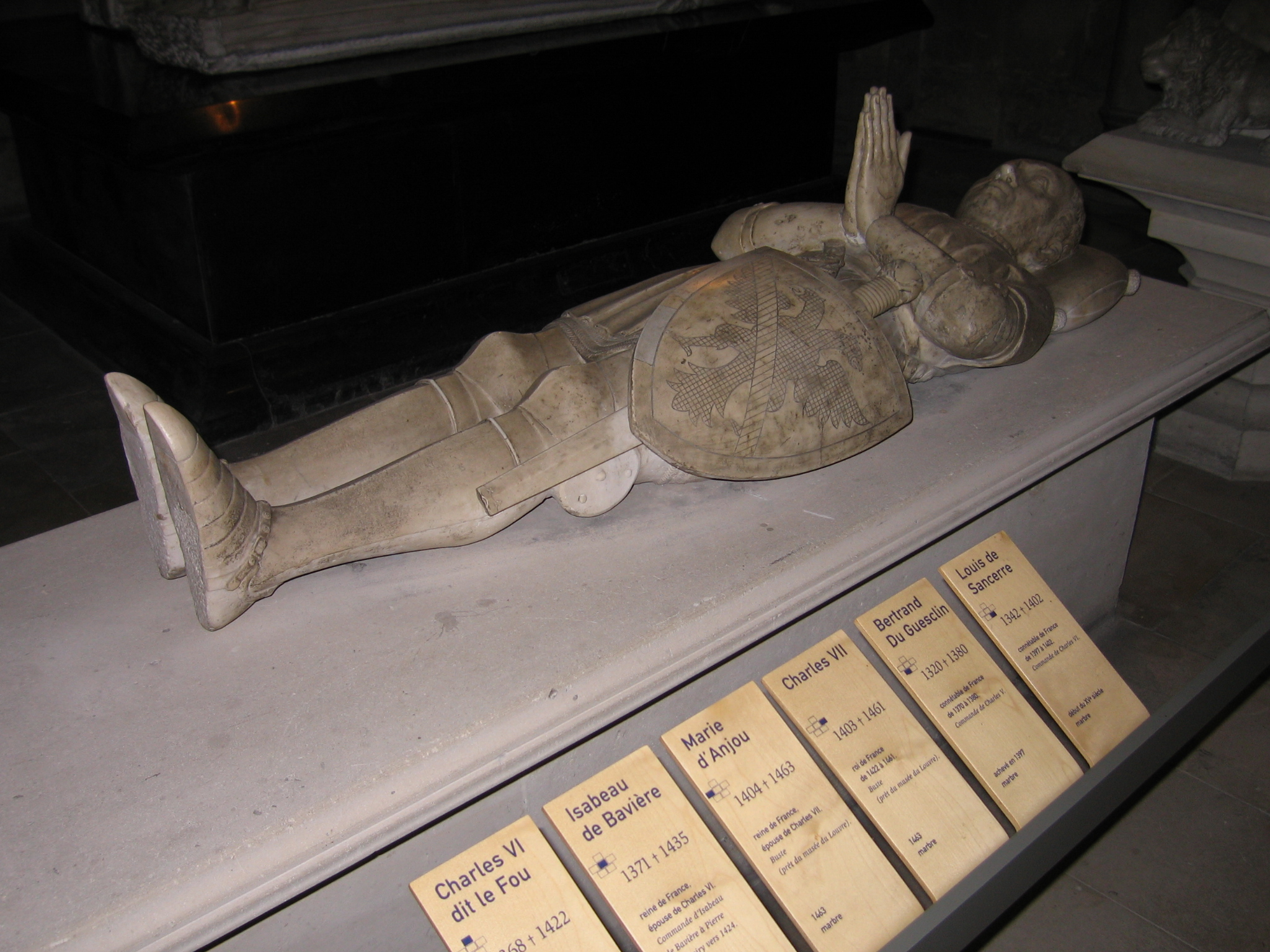

## Saint-Denis

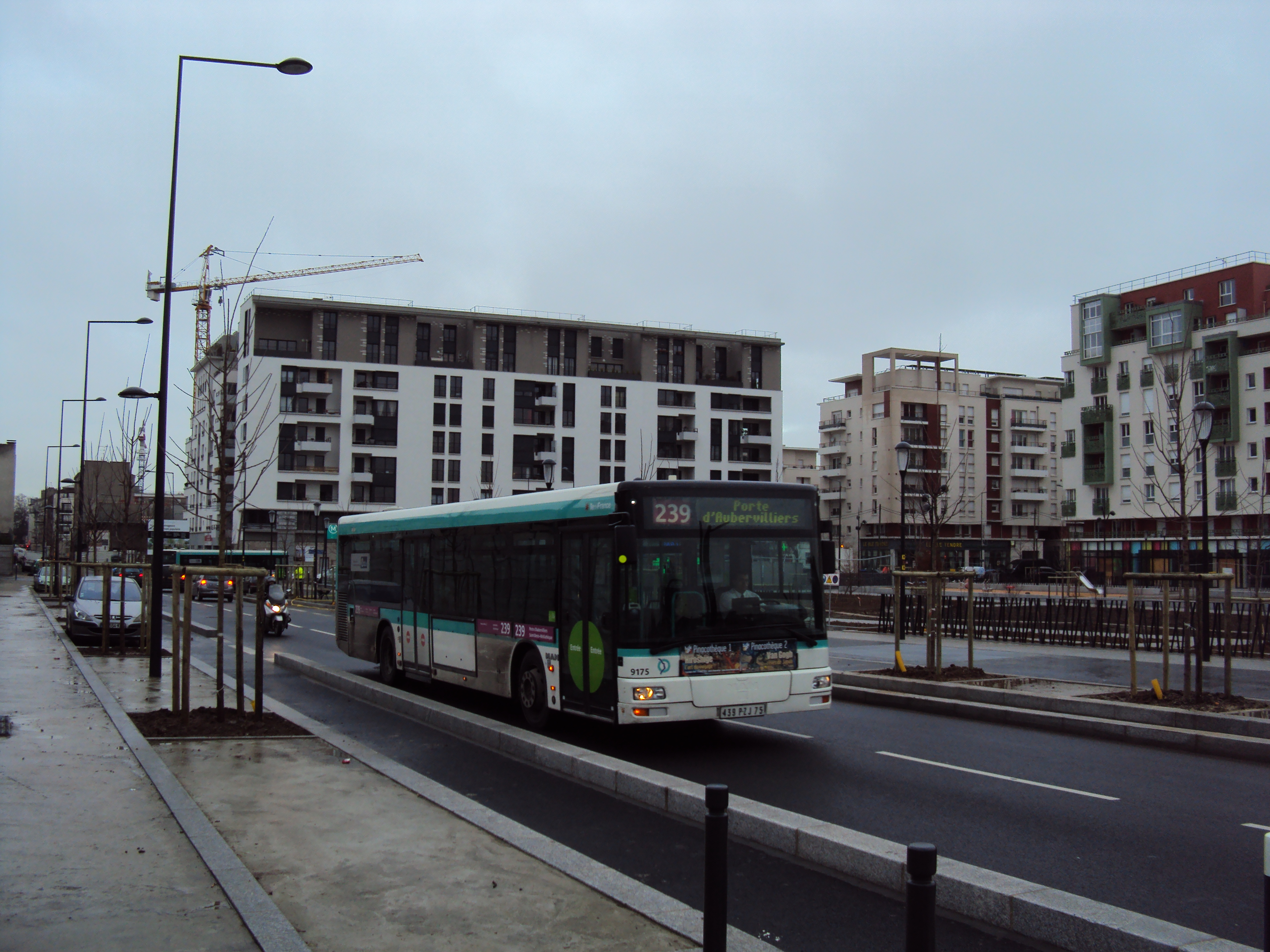
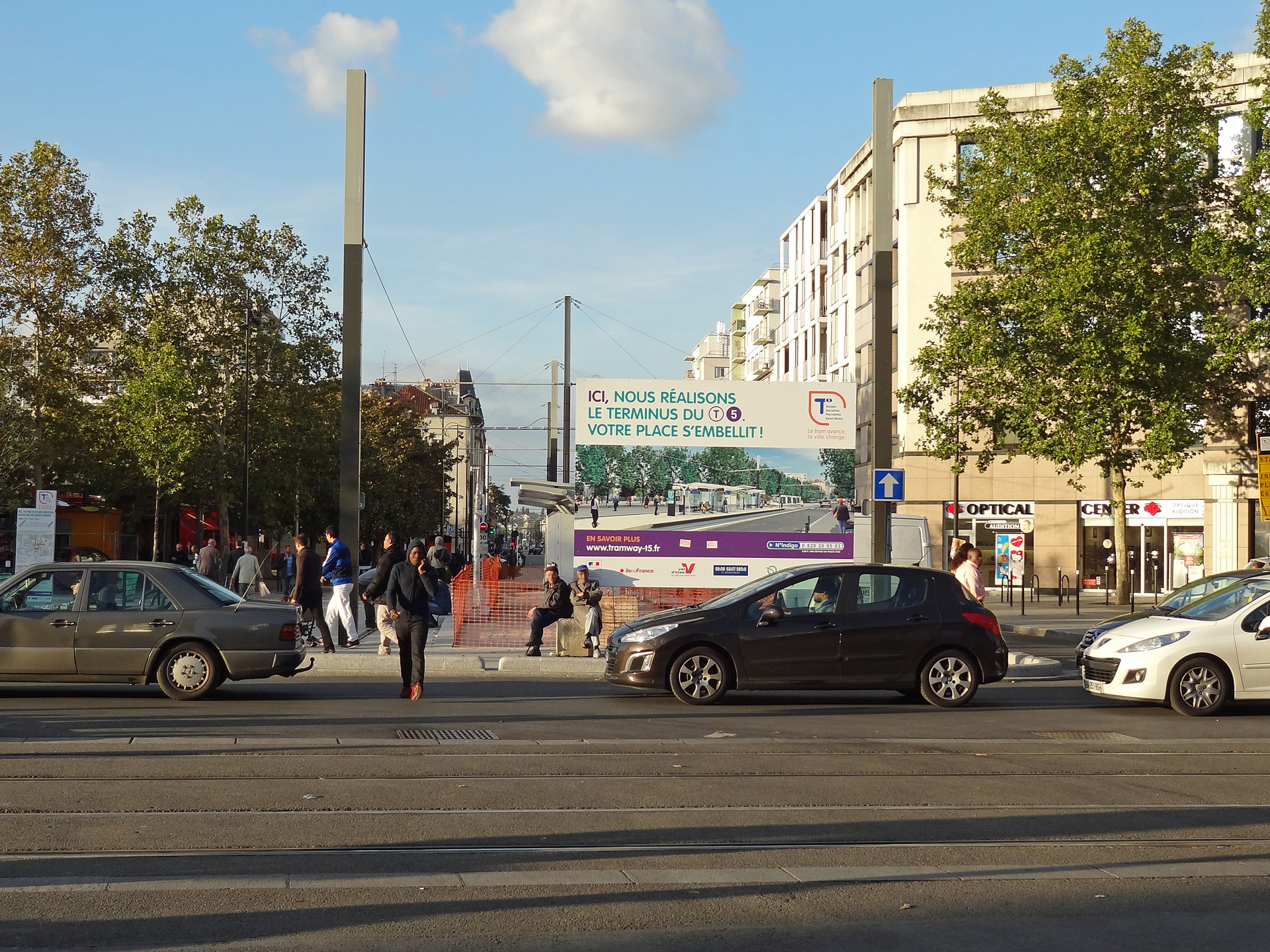
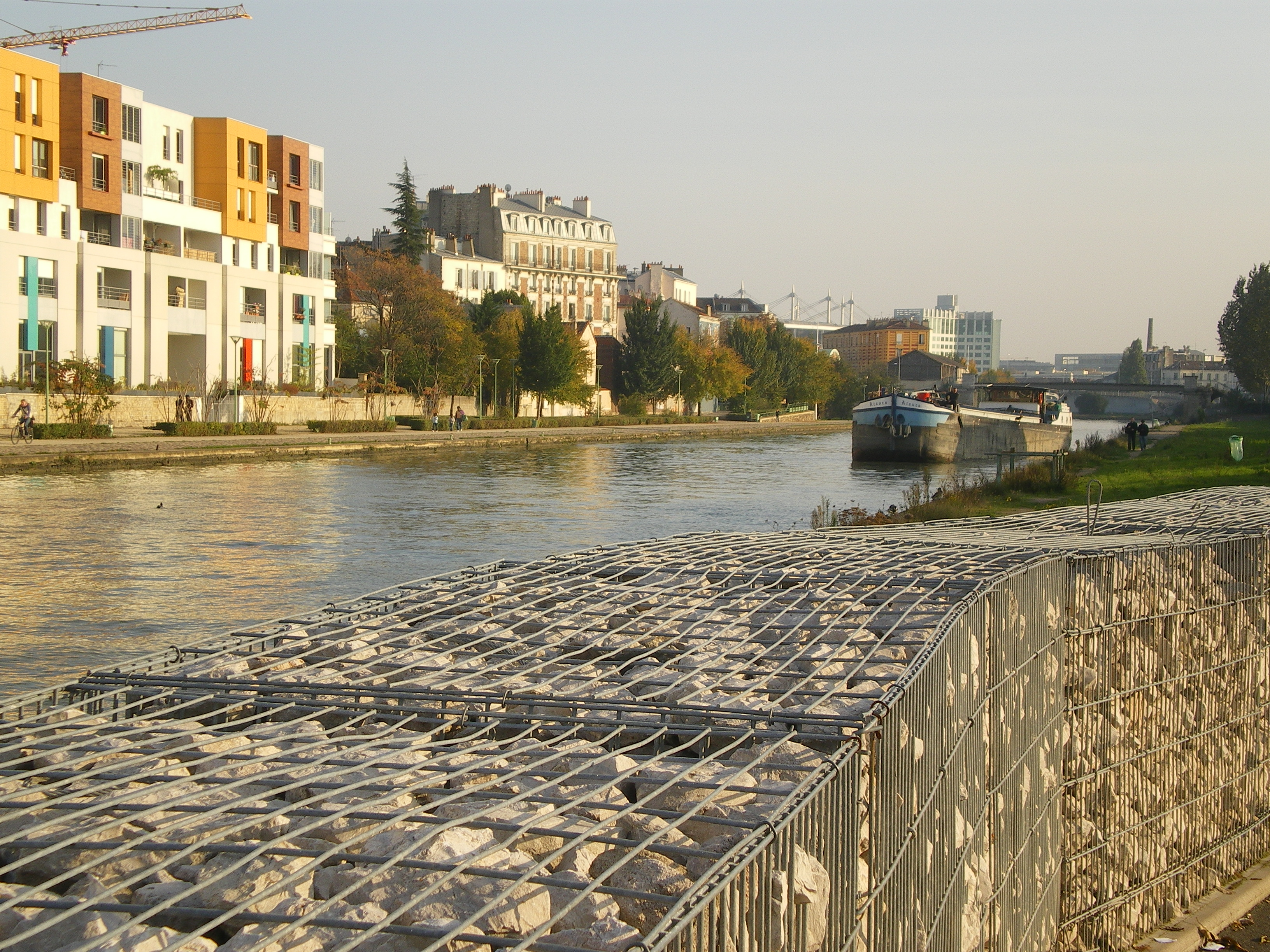
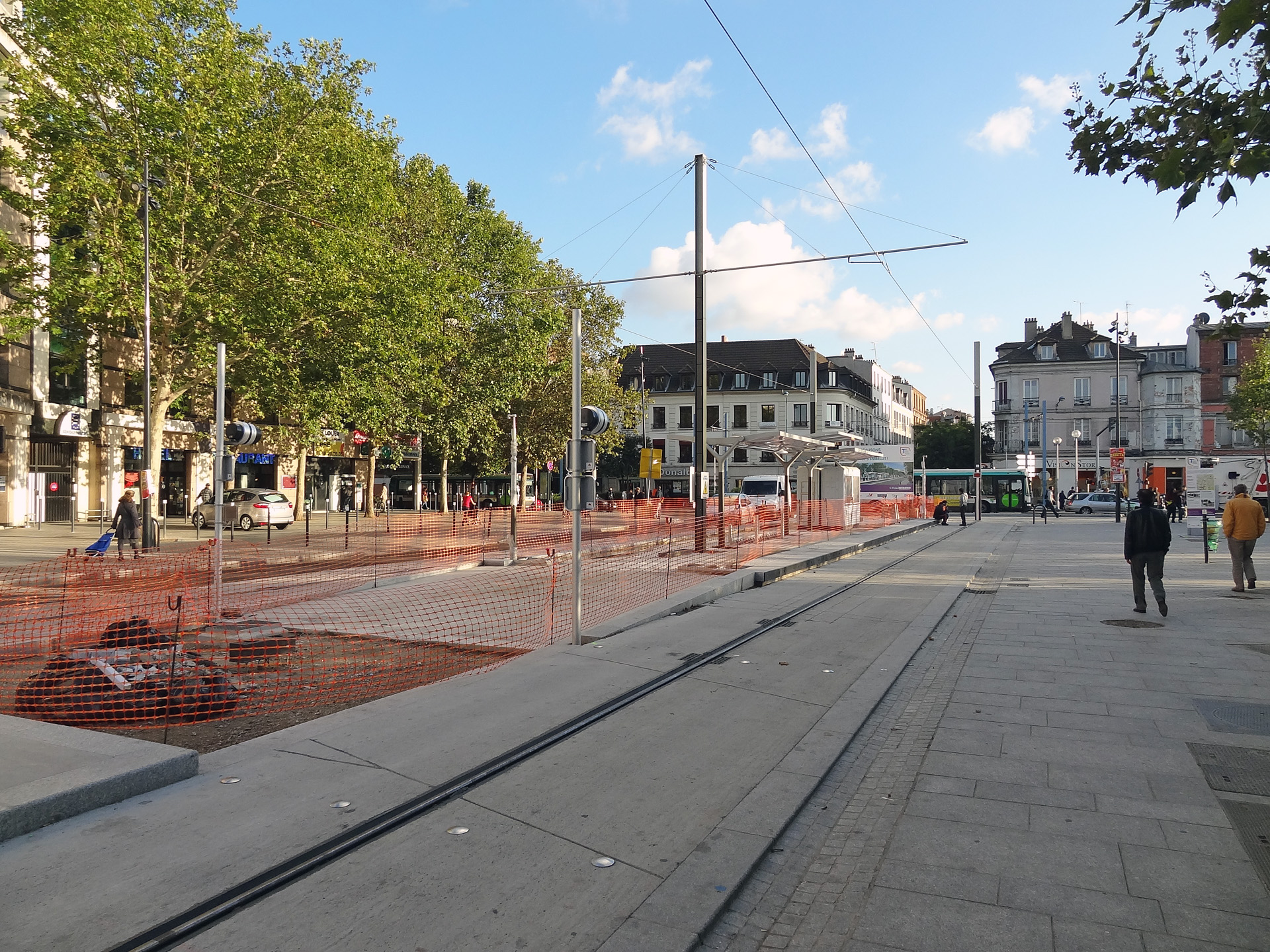

## Stade de France
Itt található a francia labdarúgó-válogatott nemzeti stadionja.

## Népesség
| 2021 | 146 321 |
| 2022 | 148 907 |